# Konklaven 2005
Konklaven 2005 var ett valsammanträde där Romersk-katolska kyrkans kardinaler samlades för att välja en efterträdare till påve Johannes Paulus II, som avlidit den 2 april 2005. Konklaven pågick 18–19 april 2005 i Sixtinska kapellet, under ledning av kardinalkollegiets dekan kardinal Joseph Ratzinger. Valet utföll så att Joseph Ratzinger valdes till ny påve, den 265:e i ordningen. Ratzinger tog påvenamnet Benedictus XVI, och tillträdde samma dag.

## Förberedelser och deltagare
Under konklaven deltog 115 röstberättigade kardinaler, födda i 50 olika länder. Flertalet kardinaler härstammade från Italien (20), därnäst USA (11), Tyskland och Spanien (6), Frankrike (5), Brasilien och Mexiko (4) och Kanada, Colombia, Indien och Polen (3).

## Konklaven

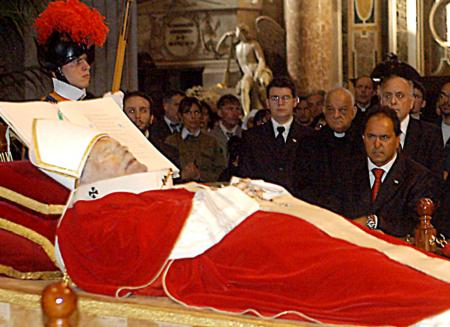
Johannes Paulus II på lit de parade.

Den gällande valproceduren fastställdes av Johannes Paulus II i den apostoliska konstitutionen Universi Dominici Gregis 1996.
Klockan 16.30 måndagen den 18 april 2005 samlades de röstberättigade kardinalerna i Sixtinska kapellet i Vatikanen för att svära en ed att följa påvevalets regler. Kardinalerna ålades att verka för kyrkans väl med orden Solum Deum prae oculis habentes (latin: "Ha enbart Gud för dina ögon").
Valet genomfördes med slutna valsedlar, och på en valsedel med orden Eligo in Summum Pontificem (latin: "Jag väljer som högste påve") skrev varje kardinal med förvrängd handstil namnet på den kandidat de förespråkade. Därefter gick kardinalerna i tur och ordning fram till Sixtinska kapellets altare och lade valsedeln i en valurna. Valsedlarna räknades och veks ihop, varvid räkning vidtog. Camerlengon och tre kardinaler som granskar arbetet läste sedan upp namnen högt, varefter valsedlarna syddes ihop med nål och tråd.
Valsedlarna brändes i en särskild ugn efter räkningen; svart rök indikerar att kardinalerna ännu inte enats om någon kandidat, medan vit rök visade att en ny påve utsetts.

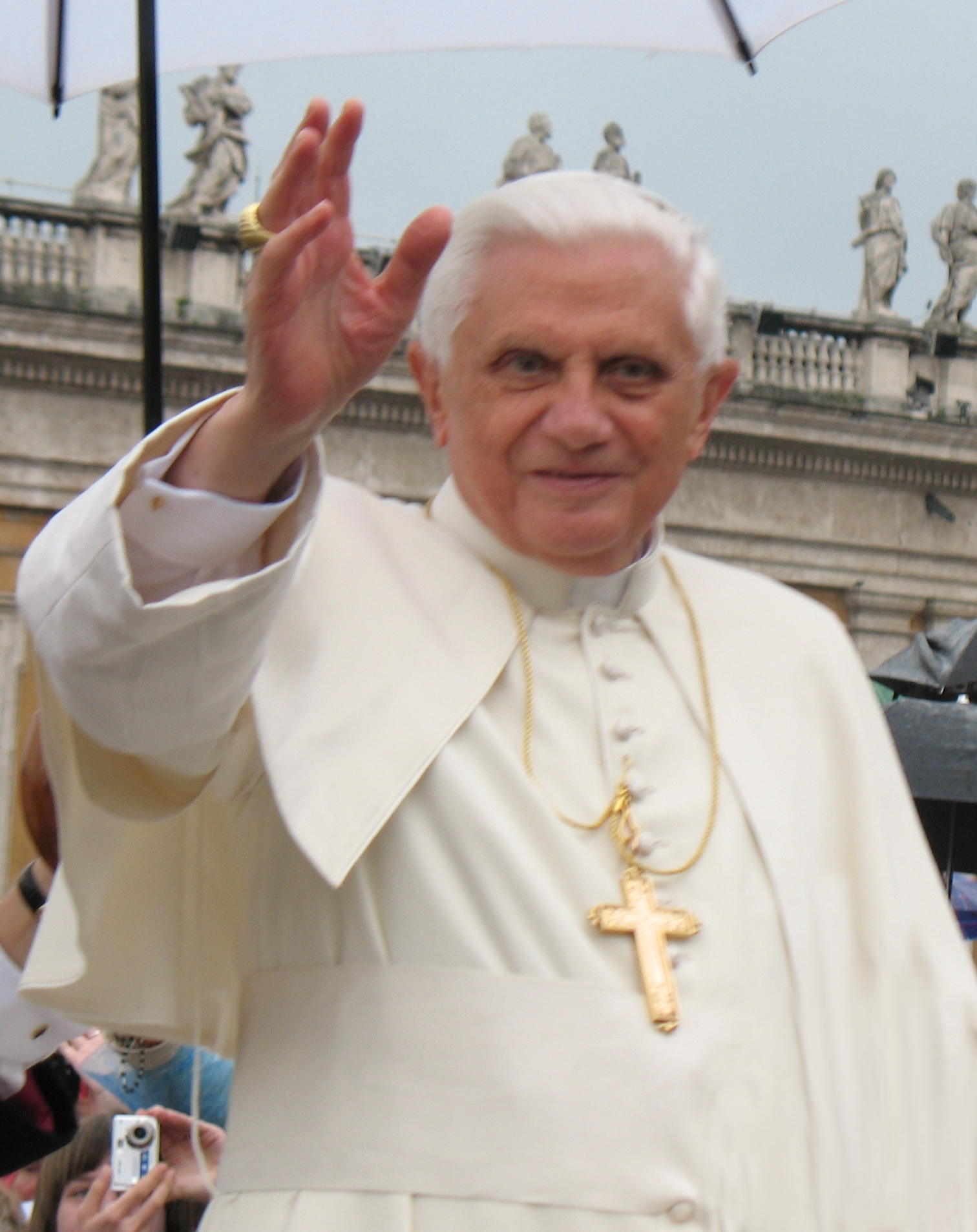
Joseph Ratzinger valdes till påve och antog namnet Benedictus XVI.

Ungefär en timme efter att den nye påven valts tillkännagavs valet av den främste kardinaldiakonen för den församlade allmänheten på Petersplatsen. Han uttalade traditionsenligt orden Annuntio vobis gaudium magnum: Habemus Papam! (latin: "Med stor glädje tillkännager jag för er: Vi har en påve!"). Därefter trädde Joseph Ratzinger som nyvald påve ut på Peterskyrkans benediktionsloggia och välsignade folkmassan.